# Batik Air
PT Batik Air Indonesia, opererend als Batik Air, is een Indonesische luchtvaartmaatschappij. De maatschappij vliegt op bestemmingen binnen Azië en naar Australië. Batik Air maakt deel uit van de Lion Air Group en is een zustermaatschappij van Batik Air Malaysia.

## Geschiedenis
Op 18 november 2011 maakte Lion Air bekend een premium dochtermaatschappij op te willen zetten om zo beter te kunnen concurreren met de nationale luchtvaartmaatschappij Garuda Indonesia. De maatschappij zou de naam Space Jet moeten krijgen, maar werd op 10 juni 2012 opgericht als Batik Air. De eerste vluchten volgden op 3 mei 2013 van Jakarta naar Manado en Yogyakarta.

## Vloot

### Huidige vloot

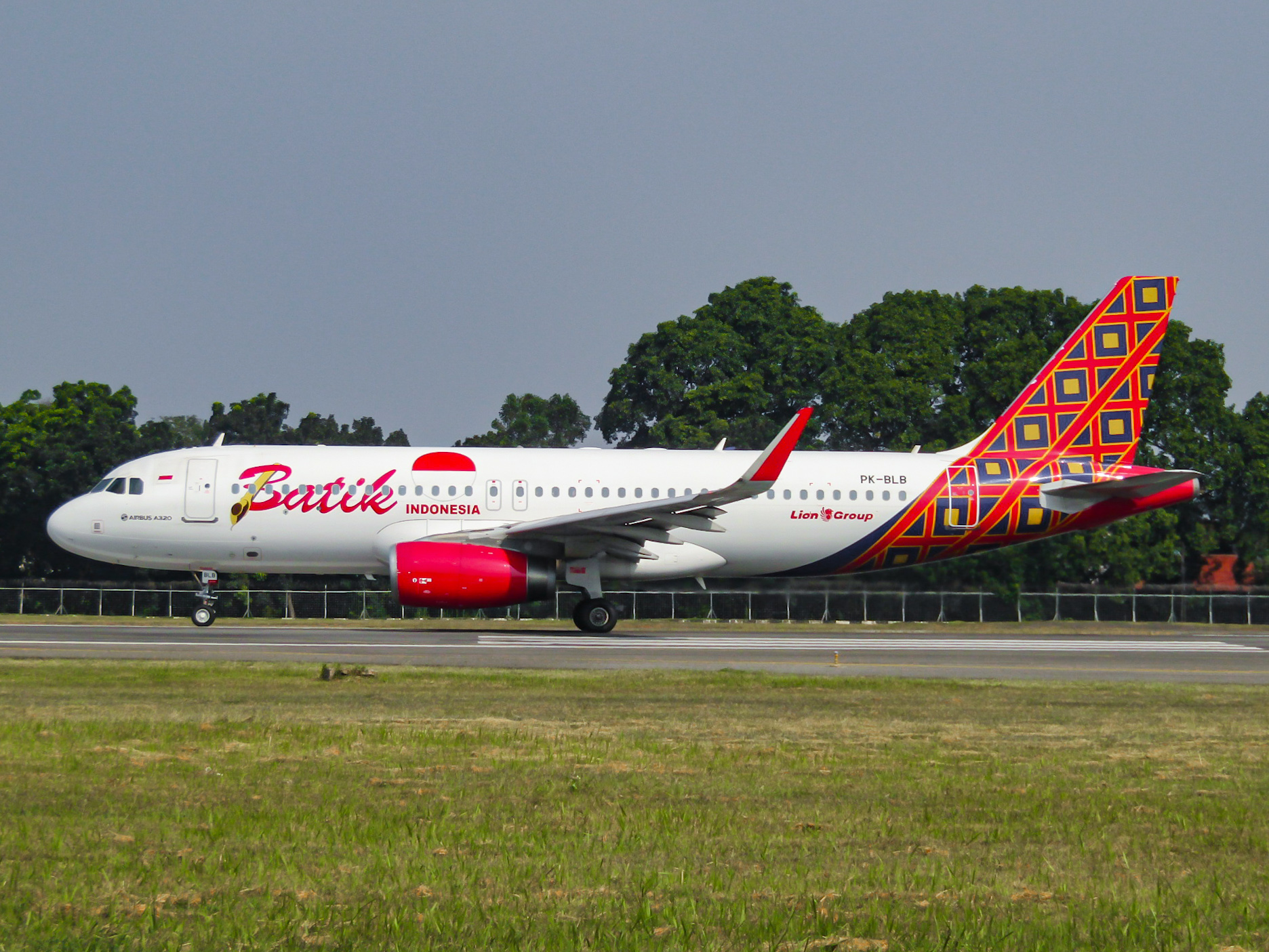
Een Airbus A320-200 van Batik Air

De vloot van Batik Air bestaat uit de volgende toestellen (januari 2025):
| Type            | In dienst | Orders | Opmerkingen                                |
| --------------- | --------- | ------ | ------------------------------------------ |
| Airbus A320-200 | 47        | —      |                                            |
| Airbus A320neo  | 1         | 125    |                                            |
| Airbus A321neo  | —         | 65     |                                            |
| Boeing 737-800  | 17        | —      | Worden overgedragen aan Batik Air Malaysia |
| Totaal          | 65        | 190    |                                            |

### Voormalige vloot

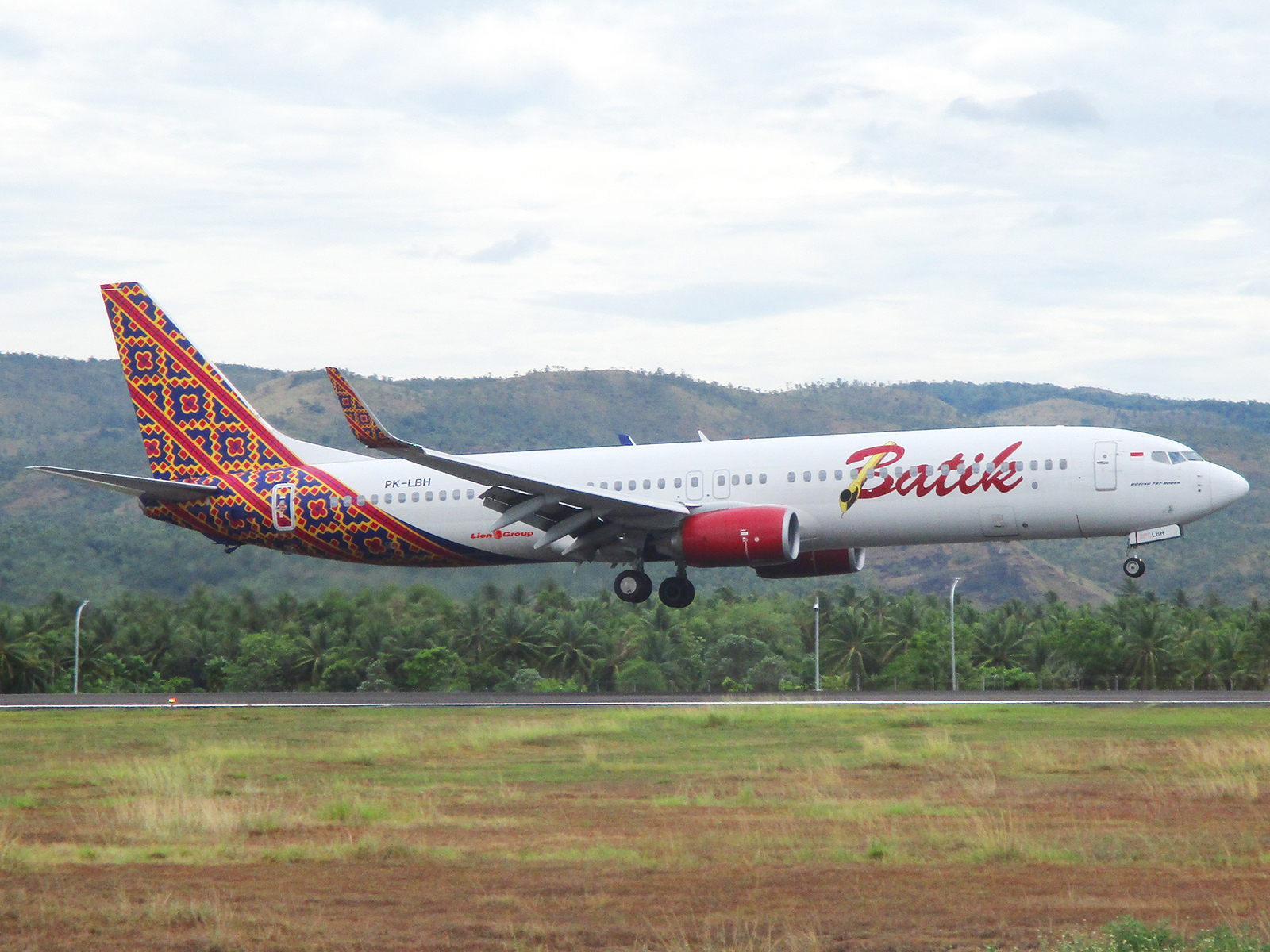
Voormalige Boeing 737-900ER

De vloot van Batik Air bestond ook uit de volgende toestellen:
| Type             | Aantal | In dienst | Uitgefaseerd | Opmerkingen |
| ---------------- | ------ | --------- | ------------ | ----------- |
| Airbus A330-300  | 4      | 2021      | 2024         |             |
| Boeing 737-900ER | 6      | 2013      | 2021         |             |

## Bestemmingen
Batik Air vliegt naar de volgende bestemmingen (januari 2025):
| Land      | Stad           | Luchthaven                                                | Opmerkingen |
| --------- | -------------- | --------------------------------------------------------- | ----------- |
| Australië | Canberra       | Canberra Airport                                          |             |
| Australië | Perth          | Perth Airport                                             |             |
| Indonesië | Ambon          | Luchthaven Pattimura                                      |             |
| Indonesië | Balikpapan     | Luchthaven Sultan Aji Muhammad Sulaiman Sepinggan         |             |
| Indonesië | Banda Atjeh    | Internationale luchthaven Sultan Iskandar Muda            |             |
| Indonesië | Bandar Lampung | Luchthaven Radin Inten II                                 |             |
| Indonesië | Banyuwangi     | Luchthaven Banyuwangi                                     |             |
| Indonesië | Batam          | Internationale luchthaven Hang Nadim                      |             |
| Indonesië | Bengkulu       | Luchthaven Fatmawati Soekarno                             |             |
| Indonesië | Denpasar       | Luchthaven Ngurah Rai                                     | basis       |
| Indonesië | Gorontalo      | Luchthaven Jalaluddin                                     |             |
| Indonesië | Jakarta        | Luchthaven Halim Perdanakusuma                            | hub         |
| Indonesië | Jakarta        | Internationale luchthaven Soekarno-Hatta                  | hub         |
| Indonesië | Jambi          | Luchthaven Sultan Thaha Syaifuddin                        |             |
| Indonesië | Jayapura       | Luchthaven Sentani                                        |             |
| Indonesië | Kendari        | Luchthaven Haluoleo                                       |             |
| Indonesië | Kupang         | Luchthaven El Tari                                        |             |
| Indonesië | Labuan Bajo    | Internationale luchthaven Komodo                          |             |
| Indonesië | Lubuklinggau   | Luchthaven Silampari                                      |             |
| Indonesië | Luwuk          | Luchthaven Syukuran Aminuddin Amir                        |             |
| Indonesië | Makassar       | Internationale luchthaven Sultan Hasanuddin               | hub         |
| Indonesië | Malang         | Luchthaven Abdul Rachman Saleh                            |             |
| Indonesië | Mamuju         | Luchthaven Tampa Padang                                   |             |
| Indonesië | Manado         | Internationale luchthaven Sam Ratulangi                   |             |
| Indonesië | Manokwari      | Luchthaven Rendani                                        |             |
| Indonesië | Medan          | Internationale luchthaven Kuala Namu                      |             |
| Indonesië | Morowali       | Luchthaven Morowali                                       |             |
| Indonesië | Padang         | Internationale luchthaven Minangkabau                     |             |
| Indonesië | Palangkaraya   | Luchthaven Tjilik Riwut                                   |             |
| Indonesië | Palembang      | Internationale luchthaven Sultan Mahmud Badaruddin II     |             |
| Indonesië | Palu           | Luchthaven Mutiara                                        |             |
| Indonesië | Pangkalan Bun  | Luchthaven Iskandar                                       |             |
| Indonesië | Pekanbaru      | Internationale luchthaven Sultan Syarif Kasim II          |             |
| Indonesië | Pontianak      | Luchthaven Supadio                                        |             |
| Indonesië | Samarinda      | Internationale luchthaven Aji Pangeran Tumenggung Pranoto |             |
| Indonesië | Semarang       | Luchthaven Achmad Yani                                    |             |
| Indonesië | Sorong         | Luchthaven Domine Eduard Osok                             |             |
| Indonesië | Surabaya       | Internationale luchthaven Juanda                          | basis       |
| Indonesië | Surakarta      | Luchthaven Adisumarmo                                     |             |
| Indonesië | Tanak Awu      | Internationale Luchthaven Lombok                          |             |
| Indonesië | Tanjung Pinang | Luchthaven Raja Haji Fisabilillah                         |             |
| Indonesië | Tanjung Redeb  | Luchthaven Kalimarau                                      |             |
| Indonesië | Tarakan        | Luchthaven Juwata                                         |             |
| Indonesië | Ternate        | Luchthaven Sultan Babullah                                |             |
| Indonesië | Timika         | Luchthaven Mozes Kilangin                                 |             |
| Indonesië | Yogyakarta     | Internationale luchthaven Yogyakarta                      |             |
| Maleisië  | Kuala Lumpur   | Kuala Lumpur International Airport                        |             |
| Singapore | Changi         | Internationale luchthaven Changi                          |             |
| Thailand  | Bangkok        | Internationale Luchthaven Don Mueang                      |             |

### Codeshare-overeenkomsten
Batik Air heeft codeshare-overeenkomsten met de volgende luchtvaartmaatschappijen:
- Emirates[7][8]

## Incidenten en ongevallen
- Op 6 november 2015 raakte Batik Air-vlucht 6380 van de landingsbaan na de landing op de luchthaven van Yogyakarta.[9][10] Het landingsgestel van de Boeing 737-900ER (registratie PK-LBO) zakte daardoor in en zestien inzittenden raakten gewond.[11]
- Op 4 april 2016 botste een Boeing 737-800 met registratie PK-LBS op een ATR 42-600 van TransNusa.[12] Dit gebeurde tijdens het opstijgen vanaf Luchthaven Halim Perdanakusuma.[13] De ATR raakte zwaar beschadigd en werd total loss verklaard.[14] Niemand raakte gewond.[15]
- Op 25 januari 2024 vloog een Airbus A320-200 bijna een half uur uit koers, omdat de twee piloten in slaap waren gevallen.[16] De vliegbrevetten van de piloten werden na het incident ingetrokken.[17][18]